# Felt
För andra betydelser, se Felt (olika betydelser).
Felt var ett brittiskt indiepopband som bildades 1979 och upplöstes 1989. Under denna tid hann bandet släppa 10 album. De enda som var med i gruppen utan avbrott under hela denna tid var sångaren Lawrence (egentligen Lawrence Hayward, men efternamnet nämndes aldrig på skivomslag och dylikt) och trumslagaren Gary Ainge.
Bandet uppnådde aldrig några stora kommersiella framgångar, men har uppnått kultstatus och anges som en stor inspirationskälla av bland andra Belle and Sebastians sångare Stuart Murdoch och The Charlatans sångare Tim Burgess.
Efter Felt startade Hayward banden Denim, som spelade glamrock, och senare Go Kart Mozart.
Bland medlemmar som var med i Felt under en kortare period märks keybordspelaren Martin Duffy, senare medlem i Primal Scream.

## Medlemmar
Senaste medlemmar
- Lawrence (eg. Lawrence Hayward) – sång, gitarr (1979–1989)
- Gary Ainge – trummor, slagverk (1981–1989)
- Martin Duffy – keyboard (1985–1989)

Tidigare medlemmar
- Maurice Deebank – gitarr (1980–1985)
- Nick Gilbert – basgitarr, trummor (1980–1981)
- Tony Race – trummor (1980–1981)
- Mick Lloyd – basgitarr (1982–1984)
- Marco Thomas – gitarr, basgitarr (1985–1987)
- Mick Bund – basgitarr (1988)

## Diskografi
Studioalbum
- Crumbling the Antiseptic Beauty (Cherry Red, 1981)
- The Splendour of Fear (Cherry Red, 1984)
- The Strange Idols Pattern and Other Short Stories (Cherry Red, 1984)
- Ignite the Seven Cannons (Cherry Red, 1985)
- Let the Snakes Crinkle Their Heads to Death (Creation Records, 1986)
- Forever Breathes the Lonely Word (Creation Records, 1986)
- Poem of the River (Creation Records, 1987)
- The Pictorial Jackson Review (Creation Records, 1988)
- Train Above the City (Creation Records, 1988)
- Me and a Monkey on the Moon (Cherry Red, 1989)

Samlingsalbum
- Gold Mine Trash (Cherry Red, 1987)
- Bubblegum Perfume (Creation Records, 1990)
- Absolute Classic Masterpieces (Cherry Red, 1992)
- Absolute Classic Masterpieces Volume II (Creation Records, 1993)
- Stains on a Decade (Cherry Red, 2003)

Singlar
- Index (Shanghai Records, September 1979)

7" "Index" / "Break It"
Släppt under namnet Felt men egentligen inspelad av enbart Lawrence Hayward.
- Something Sends Me to Sleep (Cherry Red, Juli 1981)

7" "Something Sends Me to Sleep" / "Red Indians" / "Something Sends Me to Sleep" (annan version) / "Red Indians"
- My Face Is on Fire (Cherry Red, September 1982)

7" "My Face Is on Fire" / "Trails of Colour Dissolve"
- Penelope Tree (Cherry Red, Juni 1983)

7" "Penelope Tree" / "A Preacher in New England"
12" "Penelope Tree" / "A Preacher in New England" / "Now Summer's Spread Its Wings Again"
- Mexican Bandits (Cherry Red, Mars 1984)

7" "Mexican Bandits" / "The World Is As Soft As Lace"
- Sunlight Bathed the Golden Glow (Cherry Red, Juli 1984)

7" "Sunlight Bathed the Golden Glow" / "Fortune"
12" "Sunlight Bathed the Golden Glow" / "Fortune" / "Sunlight Strings"
- Primitive Painters (Cherry Red, Augusti 1985)

12" "Primitive Painters" / "Cathedral"
CD "Primitive Painters" / "Cathedral" (Augusti 1988)
- Ballad of the Band (Creation Records, Maj 1986)

7" "Ballad of the Band" / "I Didn't Mean to Hurt You"
12" "Ballad of the Band" / "I Didn't Mean to Hurt You" / "Candles in a Church" / "Ferdinand Magellan"
- Rain of Crystal Spires (Creation Records, September 1986)

7" "Rain of Crystal Spires" / "I Will Die with My Head in Flames"
12" "Rain of Crystal Spires" / "Gather up Your Wings and Fly" / "Sandman's on the Rise Again" / "I Will Die With My Head in Flames"
- The Final Resting of the Ark (Creation Records, September 1987)

12" "The Final Resting of the Ark" / "Autumn" / "Fire Circle" / "There's No Such Thing As Victory" / "Buried Wild Blind"
- Space Blues (Creation Records, Augusti 1988)

7" "Space Blues" / "Be Still"
12" "Space Blues" / "Be Still" / "Female Star" / "Tuesday's Secret"
"Be Still" är egentligen en låt av The Beach Boys; den enda covern Felt spelade in.
- Get out of My Mirror (Cherry Red, Oktober 1989)

7" "Get out of My Mirror"
- Primitive Painters (återutgivning) (Cherry Red, Mars 1992)

12" "Primitive Painters" / "Dismantled King Is Off The Throne" (demo) / "Sunlight Bathed The Golden Glow" (demo)
CD "Primitive Painters" / "Dismantled King Is Off The Throne" (demo) / "Sunlight Bathed The Golden Glow" (demo)